# テクニカル・ユニオン
テクニカル・ユニオンは、日本のシステムエンジニアリング企業。

## 概要
創立者の戸倉貴史は、千葉工業大学工学部電気工学科卒業後、（株）高千穂バロース（現、日本ユニシス）に入社、バンクオンライングループに所属する。1978年（昭和53年）マイクロ・コンピュータのシステム開発を目的として、株式会社テクニカル・ユニオンを設立。

## 沿革
- 1978年
  - 5月 - 東京都千代田区外神田に設立。
- 1980年
  - 2月 - 資本金1,000万円となる。
- 1981年
  - 4月 - マイコン事業部を開設、マイコン販売にも進出。
- 1982年
  - 6月 - 東京都台東区上野3-1-1 鈴和ビルに分室を開設。
  - 9月 - 子会社 株式会社テクニカル・サービスを設立し、マイコン事業部を移管。
- 1984年
  - 6月 - 資本金2,000万円となる。
- 1985年
  - 6月 - 神奈川県小田原市城山1-4-1 新幹線ビルに小田原分室を開設。
  - 9月 - 資本金3,000万円となる。
  - 10月 - 千代田区外神田より、台東区浅草橋5-2-3へ本社を移転登録。
- 1986年
  - 1月 - 資本金4,000万円となる。
  - 4月 - 小田原分室を閉鎖し、神奈川県足柄市中井町に中井分室を新設。
  - 7月 - 一般労働者派遣事業許可を取得。
- 1987年
  - 3月 - 中井分室を閉鎖、子会社 株式会社テクニカル・サービスを社名変更、株式会社エセックスとし、その業務を移管。
- 1988年
  - 1月 - 米国PRO-LOG社の日本総代理店になる。
  - 3月 - 営業部を設立、PRO-LOG社の営業活動を展開。
- 1993年
  - 5月 - ノベル社NetWareのリセーラーを取得、社内にCNE取得資格者を配置。
  - 10月 - 米国GREYHILL社の日本総代理店となる。
  - 12月 - 台東区浅草橋5-2-3より台東区浅草橋2-5-2 PIT-INビルに本社を移転。
- 1995年
  - 4月 - 米国OCTAGON SYSTEMS社の日本総代理店となる。
- 1997年
  - 11月 - 米国PRO-LOG社が、米国MOTOROLA社に買収されたため、日本総代理店を終了。
- 2001年
  - 9月 - エレコム株式会社販売代理店となる。
- 2002年
  - 2月 - シトリックス／シルバーメンバーに認定。
- 2003年
  - 4月 - ASP事業開始。
  - 6月 - ソフトバンクBB株式会社販売代理店となる。
- 2004年
  - 3月 - ダイワボウ情報システム株式会社販売代理店となる。
- 2006年
  - 1月 - キヤノン販売株式会社販売代理店となる。
  - 5月 - 京セラミタジャパン株式会社販売代理店となる。
- 2007年
  - 5月 - プライバシーマーク取得。
  - 5月 - FileMaker Business Allianceに参加。
- 2010年
  - 3月 - 日本ベリサイン再販売契約。
  - 7月 - 戸倉貴史が代表取締役会長就任。
  - 7月 - 戸倉正貴が代表取締役社長就任。
  - 8月 - FBAリセラーパートナー認定。
  - 9月 - UCOM販売パートナー契約。
- 2011年
  - 2月 - 理想科学販売パートナー契約。
  - 5月 - GMOインターネット（お名前.com）リセールパートナーとなる。

## 開発実績
- 食品スーパー店舗OAシステム開発
- ベーカリー工場の配送管理システムの開発
- 食品スーパー店舗OAシステム開発
- 勤怠管理システムの開発
- 食品スーパーTCセンターパッケージ開発
- 食品スーパーEOSのケージ開発
- ホームセンター向けTCシステムの開発
- 輸入アパレル（婦人靴）物流センタシステム開発向けTCシステムの開発
- 食品ベンダー物流（DC）システム開発
- 外食産業向け物流センターシステムの開発
- 大手法律事務所文書管理システムの開発
- ASP（食品卸販売管理システム）の開発
- 介護業務履歴管理パッケージの開発
- ホームセンター向けTC/DC総合流通センタシステムの開発
- プロダクトチェッカー「祥吾君」開発（特許出願中）